# سانتا ترسا دی ریوا
سانتا ترسا دی ریوا (به ایتالیایی: Santa Teresa di Riva) یک کومونه در ایتالیا است که در استان مسینا واقع شده‌است.

## خصوصیات
سانتا ترسا دی ریوا ۸ کیلومترمربع مساحت و ۸٬۸۹۷ نفر جمعیت دارد و ۶ متر بالاتر از سطح دریا واقع شده‌است.

## خواهرخوانده
شهر Fuveau خواهرخواندهٔ سانتا ترسا دی ریوا هست.